# لباس متحدالشکل (فیلم)
«لباس متحدالشکل» (انگلیسی: Uniform (film)) فیلمی در ژانر درام است که در سال ۲۰۰۳ منتشر شد.